# Cocalzinho de Goiás
| \| Cocalzinho de Goiás \|   |
| Lage der Ortschaft in Goiás |
| Cocalzinho de Goiás         |

| Cocalzinho de Goiás |

Cocalzinho de Goiás ist eine brasilianische politische Gemeinde im Bundesstaat Goiás in der Mesoregion Ost-Goiás und in der Mikroregion Entorno de Brasília. Sie liegt westlich der brasilianischen Hauptstadt Brasília und nordöstlich von Goiânia, der Hauptstadt des Bundesstaates.
Bei Ökutouristen beliebt ist der 6 km westlich gelegene Parque Estadual dos Pirineus sowie der Oberlauf des Rio Corumbá mit seinen vielen Wasserfällen.

## Geographische Lage
Cocalzinho de Goiás grenzt
- im Norden an Padre Bernardo
- im Osten an Águas Lindas de Goiás und Santo Antônio do Descoberto
- im Süden an Corumbá de Goiás,
- im Westen an Pirenópolis
- im Nordwesten an Vila Propício

Die Entfernung zur Hauptstadt Goiânia über die Bundesstraßen BR-414 (bis Anápolis) und BR-060 beträgt 132 km und nach Brasília via BR-070 102 km.

## Galerie

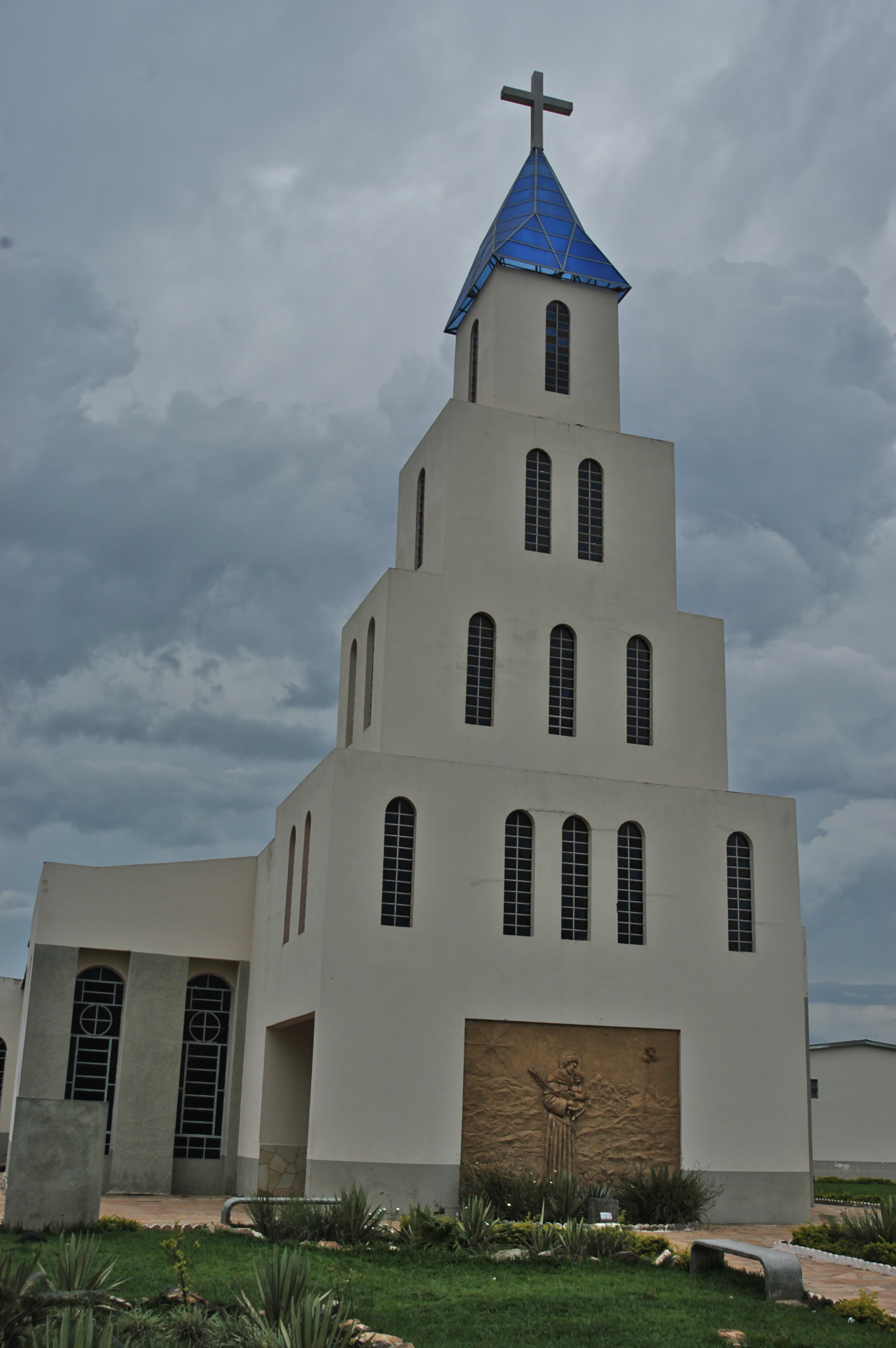
Kirche von Cocalzinho
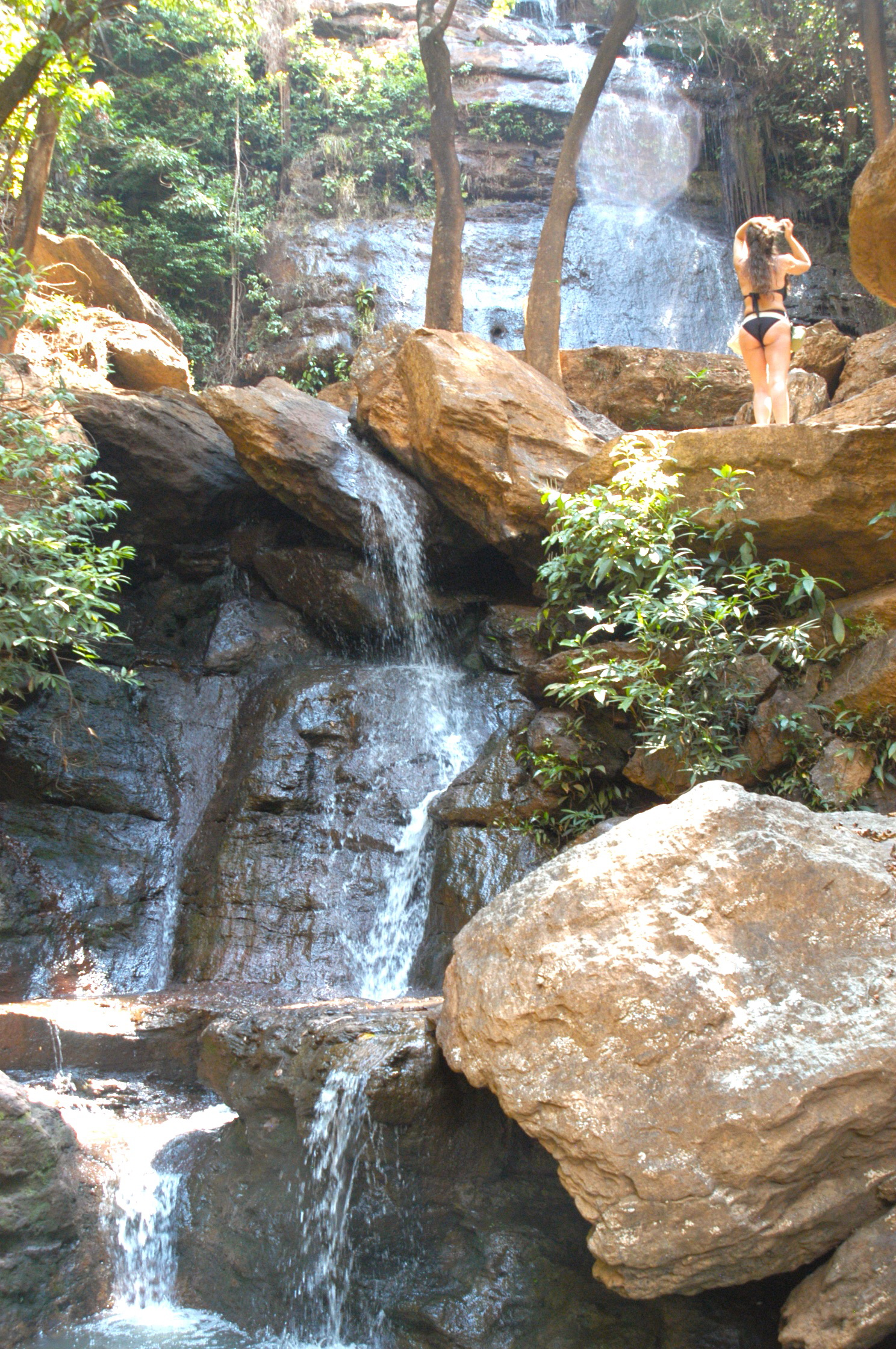
Wasserfälle im Distrikt Girassol